# Giải đua ô tô Công thức 1 Brasil 2006
Giải đua ô tô Công thức 1 Brasil năm 2006 là chặng đua thứ mười tám và cuối cùng của giải vô địch thế giới Công thức 1 năm 2006. Giải được tổ chức vào ngày 22 tháng 10 năm 2006.

## Xếp hạng chi tiết
| TT      | Tên                  | Đội đua                | Vòng | Thời gian            | Xuất phát | Điểm |
| 1       | Felipe Massa         | Ferrari F1             | 71   | 1 giờ 31 phút 53,751 | 1         | 10   |
| 2       | Fernando Alonso      | Renault F1             | 71   | +18,658              | 4         | 8    |
| 3       | Jenson Button        | BAR Honda F1           | 71   | +19,394              | 14        | 6    |
| 4       | Michael Schumacher   | Ferrari F1             | 71   | +24,094              | 10        | 5    |
| 5       | Kimi Räikkönen       | McLaren-Mercedes       | 71   | +28,503              | 2         | 4    |
| 6       | Giancarlo Fisichella | Renault F1             | 71   | +30,287              | 2         | 3    |
| 7       | Rubens Barrichello   | BAR Honda F1           | 71   | +40,294              | 6         | 2    |
| 8       | Pedro de la Rosa     | McLaren-Mercedes       | 71   | +52,068              | 5         | 1    |
| 9       | Robert Kubica        | BMW F1                 | 71   | +67,642              | 9         |      |
| 10      | Takuma Sato          | Super Aguri-Honda      | 70   | + 1 vòng             | 19        |      |
| 11      | Scott Speed          | Scuderia Toro Rosso F1 | 70   | + 1 vòng             | 16        |      |
| 12      | Robert Doornbos      | Red Bull-Ferrari       | 70   | + 1 vòng             | 22        |      |
| 13      | Vitantonio Liuzzi    | Scuderia Toro Rosso F1 | 70   | + 1 vòng             | 15        |      |
| 14      | Christijan Albers    | Midland F1             | 70   | + 1 vòng             | 17        |      |
| 15      | Tiago Monteiro       | Midland F1             | 69   | + 2 vòng             | 21        |      |
| 16      | Sakon Yamamoto       | Super Aguri-Honda      | 69   | + 2 vòng             | 20        |      |
| 17      | Nick Heidfeld        | BMW F1                 | 63   | tai nạn              | 8         |      |
| bỏ cuộc | David Coulthard      | Red Bull-Ferrari       | 14   |                      | 18        |      |
| bỏ cuộc | Jarno Trulli         | Toyota                 | 10   |                      | 3         |      |
| bỏ cuộc | Ralf Schumacher      | Toyota                 | 9    |                      | 7         |      |
| bỏ cuộc | Mark Webber          | Williams F1            | 1    | tai nạn              | 11        |      |
| bỏ cuộc | Nico Rosberg         | Williams F1            | 0    | tai nạn              | 13        |      |